# Upernaviarsuk
Upernaviarsuk (o Uperniviarssuk) è un villaggio della Groenlandia di 10 abitanti (gennaio 2005). Si trova a 60°45'N 45°53'O; appartenendo al comune di Kujalleq e al Distretto di Qaqortoq.
Upernaviarsuk si trova all'estremità di una penisola sul Qaqortukuluup Imaa, o meglio sulla sua parte occidentale, il Sund Qoornua, che è formato dall'isola di Arpatsivik nel fiordo con l'omonimo insediamento di pastori abbandonato. Alla fine del fiordo, undici chilometri a nord-est, si trova l'altrettanto abbandonato insediamento di pastori di Qaqortukulooq mentre Qaqortoq si trova a soli otto chilometri a ovest.

## Storia
Il sito dove oggi si trova Upernaviarsuk era abitato in epoche precedenti ed ancora oggi vi si trovano rovine preistoriche. Upernaviarsuk fu fondata nel 1781 come primo insediamento agricolo moderno in Groenlandia, quando Anders Olsen e sua moglie Tuperna si stabilirono qui. Dopo poco tempo, la loro fattoria andò a fuoco ed essi si trasferirono 37 chilometri più a monte del fiordo tra il 1782 e il 1783, dove fondarono l'insediamento di Igaliku. Il figlio Johannes Andersen ricostruì Upernaviarsuk e visse qui fino a quando non rilevò la fattoria di Igaliku nel 1786, dopo la morte del padre.
Nel 1953, sotto la direzione del danese Poul Bjerge (cognato di Jonathan Motzfeldt), fu istituita una stazione di ricerca agricola con vivaio e scuola di piante, dove si coltivano quattro tipi di ortaggi. Poul Bjerge l'ha gestita fino al suo pensionamento nel 2000. Nel 1955, anche la stazione ovina di Qaqortoq, fondata nel 1915, è stata trasferita a Upernaviarsuk . Nel 1965, un totale di due famiglie vivevano a Upernaviarsuk e il villaggio disponeva di una centrale elettrica e di un collegamento radio con Qaqortoq, oltre che di un molo con due motoscafi e due pontoni per il trasporto. Oggi a Upernaviarsuk si trova l'istituto agrario statale della Groenlandia, dove è possibile imparare a diventare pastori, coltivatori di campi o coltivatori in serra.
Upernaviarsuk fa parte del sito del patrimonio mondiale dell'UNESCO Kujataa dal 2017.